# Sun Microsystems
Pour les articles homonymes, voir Sun.
 (décembre 2014).
Sun Microsystems était un constructeur d’ordinateurs et un éditeur de logiciels américain.
Le 20 avril 2009, Sun est racheté par Oracle Corporation pour 7,4 milliards de dollars,,,.
Avant son rachat, le chiffre d’affaires de l’entreprise était de 13,8 milliards de dollars pour l'année fiscale 2007-2008 et l’effectif d’environ 38 600 personnes (2006). Sun était présent dans plus de 100 pays (2005).
Le nom Sun vient de Stanford University Network (réseau de l’université Stanford).
Sun a produit des serveurs et stations de travail fondés sur les processeurs m68k, SPARC et x86, et le système d’exploitation Solaris, anciennement SunOS. On lui doit aussi le langage de programmation Java.
Sun fut l’inventeur du standard NFS (Network File System), et fut également à l’origine de la standardisation d’UNIX System V, en partenariat avec AT&T. Ultérieurement, Sun a également développé le système de fichiers ZFS.
L’idée originelle des stations de travail UNIX a été pensée lorsque ses fondateurs étaient étudiants à l’université Stanford (Palo Alto, en Californie).

## Histoire

### Les débuts
Le prototype de ce qui allait devenir la première station de travail UNIX de Sun, le Sun-1, a été assemblé par Andy Bechtolsheim lorsqu'il était étudiant en maîtrise à l’Université Stanford, à Palo Alto, en Californie. Bechtolsheim avait conçu la station de travail comme un poste de CAO individuel, dans le cadre du projet de réseau de l'université (le Stanford University Network). C'était un ordinateur conçu autour d'une carte-mère Motorola 68000 avec une Unité de gestion mémoire (MMU) suffisamment sophistiquée pour faire tourner le système d'exploitation Unix avec une mémoire virtuelle. Il construisit les premiers exemplaires avec des composants fournis par le département d'informatique de Stanford et des grossistes de la Silicon Valley.
Le 24 février 1982, Vinod Khosla, Andy Bechtolsheim et Scott McNealy, tous étudiants à Stanford, décidèrent de créer Sun Microsystems. Bill Joy de Berkeley, un des développeurs du shell BSD, les rejoignit peu après et est reconnu comme l'un des créateurs de la marque. « Sun » est l'acronyme de Stanford University Network,,. Sun s'est avéré rentable dès le premier trimestre d'activité, en juillet 1982.
En 1983, Sun avait acquis la réputation de produire des systèmes fondés sur la famille des Motorola 68, capable de produire des graphismes avec une très haute résolution. Ces systèmes étaient les seuls avec le VAX de DEC à exécuter le système d'exploitation BSD 4.2.

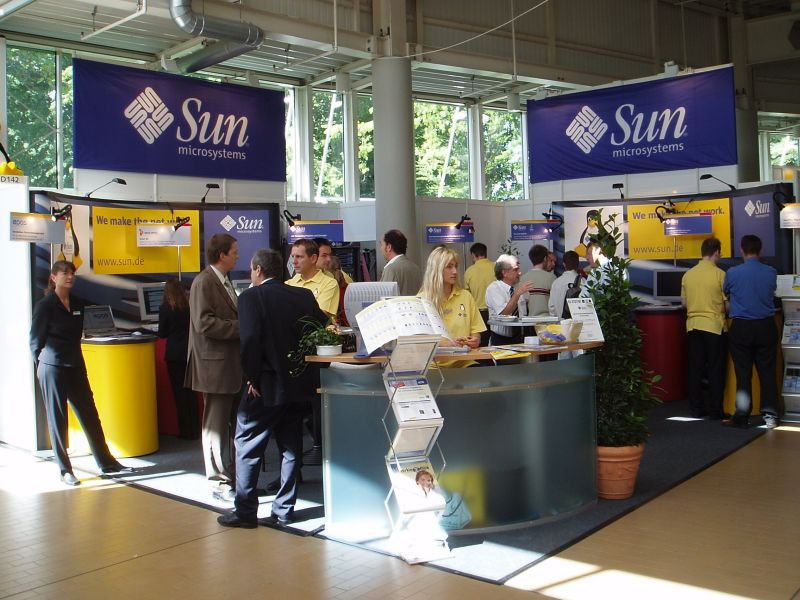
Stand de Sun Microsystems à Karlsruhe (2004).

Les premiers titres de Sun ont été mis sur le Marché en 1986 sous la mnémonique SUNW, pour Sun Workstations (et par la suite, Sun Worldwide,). En 2007, les titres ont changé de nom et sont devenus JAVA ; Sun estimant que sa plate-forme Java reflétait mieux la stratégie du moment de la compagnie.
Le logo de Sun, qui représente quatre sun entrelacées, a été conçu par le professeur Vaughan Pratt, de Stanford. Dans sa version initiale, il était de couleur orange et en forme de carré horizontal/vertical ; il a ensuite été tourné de 45° pour le faire reposer sur un sommet, et est devenu d'abord violet (photo ci-contre), puis bleu.
Le slogan devient The network is the computer! fin 1987 le titre de l'une des trois pages  achetées dans le Wall Street Journal, la première vantant, sous forme de teasing humoristique, "la plus grande fusion de l'histoire", la deuxième précisant qu'on parle de la fusion des systèmes d'exploitation informatiques si disparates utilisés par les sociétés américaines, et la troisième développant la stratégie Unix de Sun à l'aide du slogan.

### Années 1990
En 1995, la société est leader mondial des stations de travail, grâce au système d'exploitation Unix et microprocesseur propriétaire Sparc, ne "cesse de progresser sur le marché des ordinateurs serveurs destinés à Internet, que les entreprises s'arrachent", grâce à une "technologie révolutionnaire pour développer des sites Web, Java", qui a fait "doubler son action depuis un an", avec notamment bon de 40% en deux mois. Mais cet environnement nouveau continuer à évoluer: Internet commence à toucher une partie du grand public, tandis que le duo Intel et Microsoft monte en gamme pour passer du marché des microordinateur à celui des serveurs utilisés dans les entreprises, le second étant visé par la poursuite antitrust du ministère de la Justice des États-Unis.
Scott McNealy, conseillé par son ex-professeur de Harvard, William J. Raduchel, est alors catapulté porte-parole d'une coalition, "parfois distendue", de sociétés souhaitant "offrir des alternatives à la façon dont Microsoft fait de l’informatique". Le slogan adopté en 1987-1988, The network is the computer!, est devenu un concept qui "n'a fait que gagner du terrain avec l’essor d’Internet" et qu'il a complété à partir de 1996 par celui du "AAAA", qui désigne en anglais "connecting anyone, anywhere, at any time, on any device",, parfois traduit en français par Mobiquité, qui figure en 4e de couverture du livre consacré en 2002 à Sun .

### La bulle internet et ses conséquences
Avec la demande en serveurs des startups, Sun a d'abord tiré d'énormes profits de la bulle Internet : ses actions battaient record sur record en bourse, et simultanément, l'entreprise multipliait les investissements et augmentait ses effectifs. C'était une conséquence logique de la demande, mais une demande tirée par des petites sociétés qui spéculaient sur des gains de court terme. Lorsqu'en 2000, la bulle éclata, les ventes du département Matériels de Sun, le plus gros de la société, s'effondrèrent, car les clients mettaient la clef sous la porte et inondaient le marché d'ordinateurs d'occasion.
Au bout de plusieurs trimestres de chute ininterrompue des ventes, il fallut comprimer les coûts de production, les cadres quittèrent la compagnie et il y eut des charrettes de licenciements,,. Au mois de décembre 2001, l'action était retombée à son cours de 1998, environ 100 $, et elle continuait à perdre de la valeur, et même plus rapidement que celles des autres sociétés industrielles. Un an après, elle était même tombée sous le cours des 10 $ (soit un dixième de sa valeur de 1990) mais finit par rebondir à 20 $. À l'été 2004, Sun ferma son usine de Newark (Californie) et concentra sa production à Hillsboro (Oregon) ; en 2006, cette usine a fini par fermer elle aussi ses portes.

### Depuis le crash

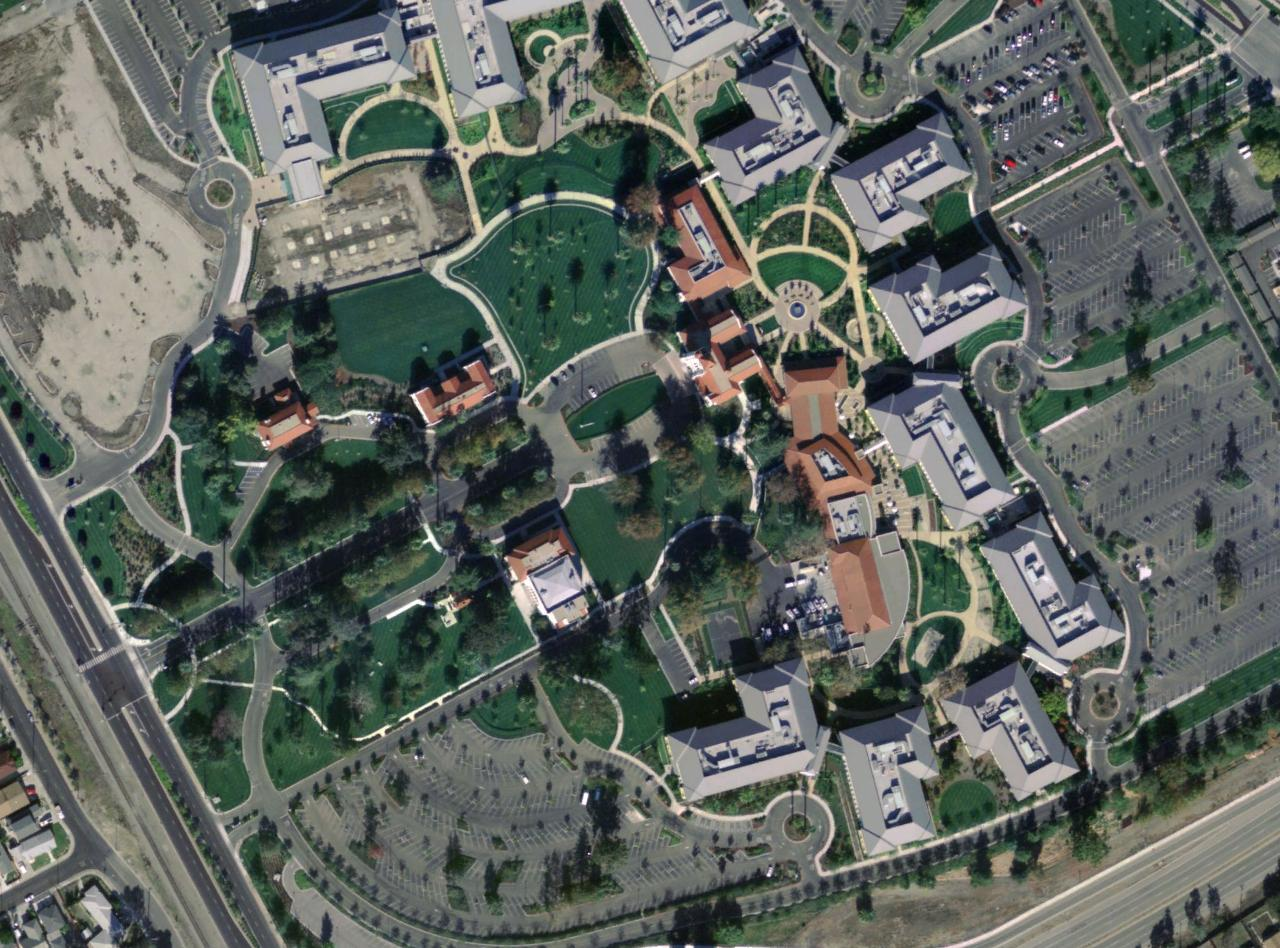
Photographies aériennes du siège social de Sun à Santa Clara, en Californie.

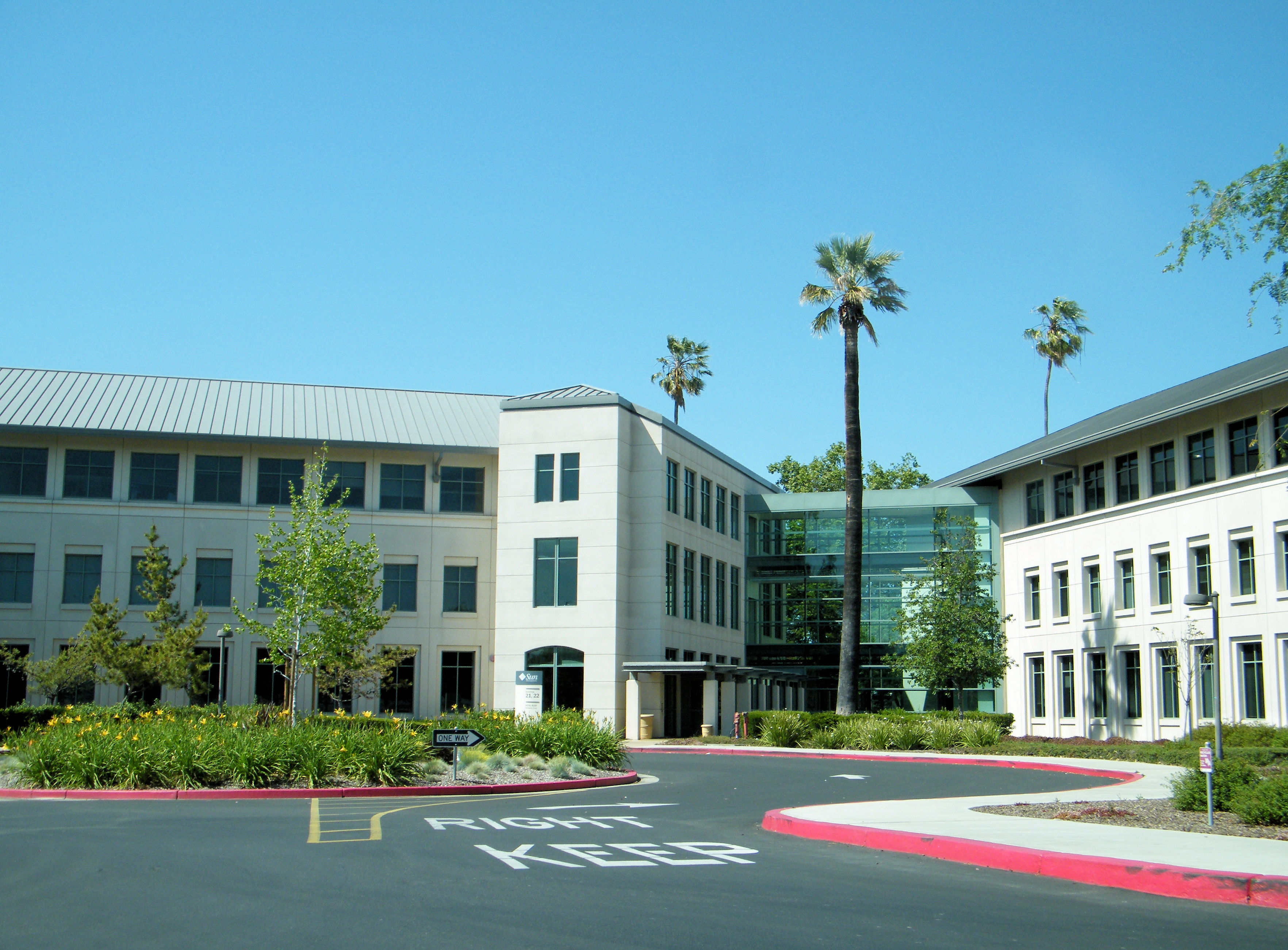
Les tours 21 et 22 du siège social de Sun à Santa Clara

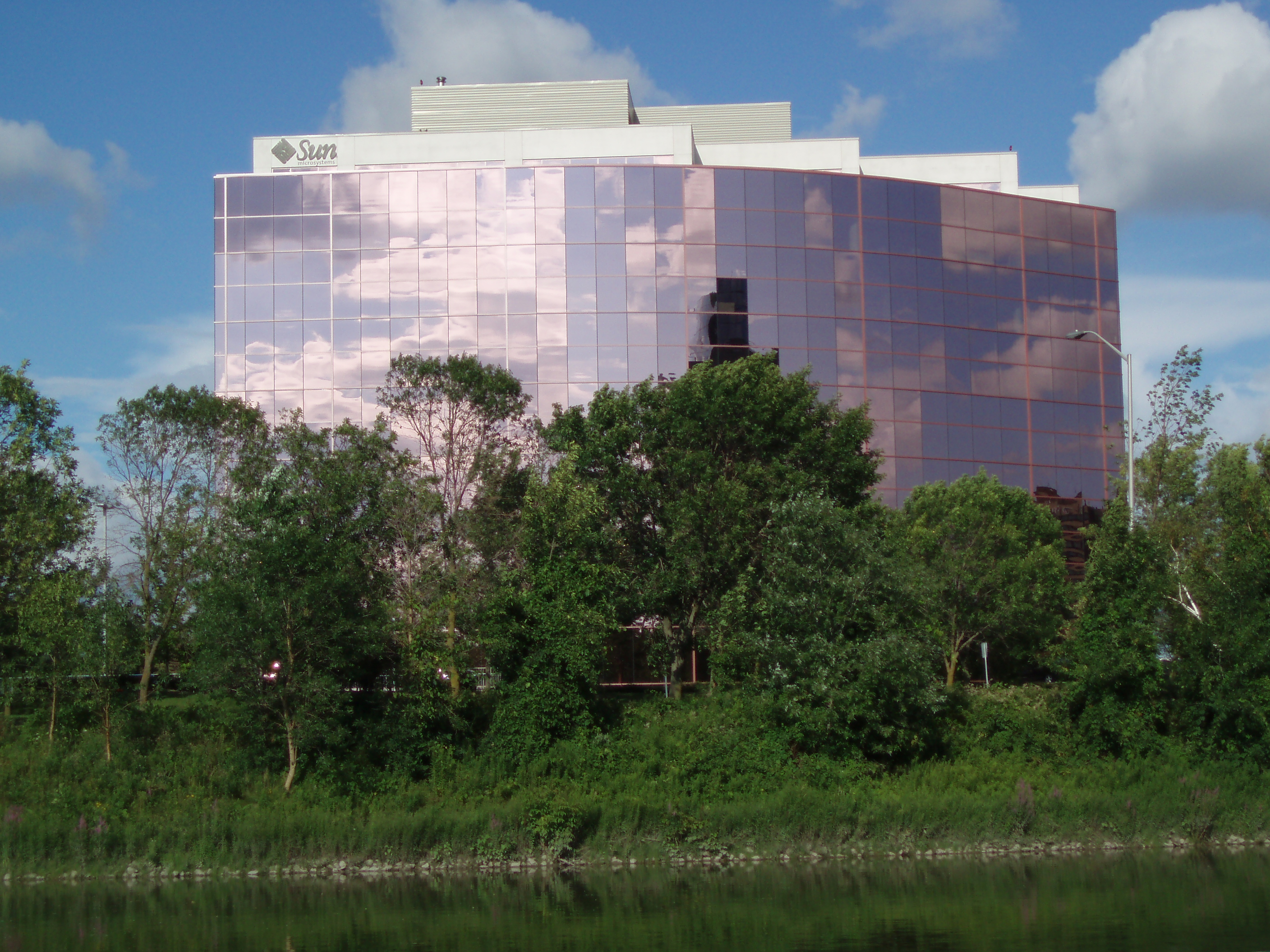
Sun à Markham (Ontario).

En 2004, Sun a renoncé à deux projets de développement de processeur parallélisme à gros grain et à fréquence d'horloge élevée, pour privilégier les processeurs optimisés pour le multi-threading et multiprocessing, comme le processeur UltraSPARC T1 (dit Niagara). Sun a par ailleurs passé des accords avec Fujitsu pour équiper ses serveurs moyens et haut de gamme (Serie M de SPARC Enterprise, 2007) de composants japonais.
En février 2005, Sun a annoncé le déploiement du Sun Grid, plate-forme de stockage et de calcul destinée aux entreprises moyennant un tarif de 1 $/heure CPU et de 1 $/Go/mois de stockage. Sun employait alors des équipes techniques à Bangalore, Pékin, Dublin, Grenoble, Hambourg, Prague, Saint-Pétersbourg, Tel Aviv, Tokyo, et Trondheim.
En 2007–2008, Sun annonçait un chiffre d’affaires de 13 800 000 000 $ et une trésorerie de 2 000 000 $ cash ; mais au premier trimestre 2008 elles affichait des pertes de 1 680 000 000 $, faisant chuter son chiffre d’affaires de 7 % à 12 990 000 000 $. De novembre 2007 à novembre 2008, l'action Sun avait perdu 80 % de sa valeur, faisant tomber la valeur de la société à 3 000 000 000 $. La perte de plusieurs gros clients contraignit Sun à licencier 5 à 6 000 salariés, soit 15–18 % de sa main-d’œuvre. Elle espérait ainsi retrouver une marge de 700 à 800 000 000 $ par an, moyennant 600 000 000 $ de charges en plus.
D'après une enquête du Wall Street Journal, IBM envisageait de racheter Sun Microsystems pour 6,5 milliards de dollars mais les négociations tournèrent court.

### Rachat controversé

Logo de Sun après son rachat par Oracle

C'est alors que le 20 avril 2009, Oracle offrit de racheter Sun Microsystems pour 7,4 milliards de dollars et annonça le 20 août suivant que l'opération était conclue. Si le département de la Justice des États-Unis entérina sans restrictions le rachat,, il n'en alla cependant pas de même de la Commission européenne qui, après un premier examen le 10 novembre 2009, fit part de ses doutes vis-à-vis de la conformité au Droit de la concurrence relativement au marché des bases de données ; pourtant, au mois de janvier suivant, elle entérinait le rachat sans observation,. C'est ainsi que le leader des bases de données payantes, Oracle, prit le contrôle du leader des moteurs de bases de données (MySQL) et de Java. Conséquence directe de cette acquisition, de multiples projets Open Source se sont détournés d'Oracle.

### Controverses
Le 5 novembre 2024, la Radio Television Suisse publie une reportage sur Youtube intitulée « Comment les États-Unis nous espionnent » dénonçant la possible utilisation d'une porte dérobée par la NSA dans les systèmes informatiques de SUN. Ces systèmes étaient présents, selon le reportage, dans l'administration fédérale suisse, les universités ainsi que dans les banques.

### Dates essentielles
- 1982 : création de la société par Andy Bechtolsheim, Bill Joy, Vinod Khosla et Scott McNealy. La société compte 4 employés. Première station de travail incluant TCP/IP.
- 1984 : création de la technologie NFS, devenue un standard pour le partage de fichiers en réseau dans le monde UNIX.
- 1986 : introduction en bourse. Dépôt du nom de domaine sun.com.
- 1987 : standardisation d’UNIX System V Release 4 (avec AT&T).
- 1988 : chiffre d’affaires d’un milliard de dollars.
- 1989 : ouverture d’un centre de recherche et développement en France.
- 1991 : 500 000 systèmes livrés depuis la création de Sun.
- 1992 : Sun entre dans l’indice S&P500 de Standard & Poor’s.
- 1993 : 1 000 000 systèmes livrés.
- 1995 : Technologie Java. Certification qualité ISO 9001. Usines certifiées ISO 9002.
- 1998 : Solaris 7. Java 2.
- Août 1998 : Andy Bechtolsheim, cofondateur de Sun Microsystems, adresse un chèque de 100 000 USD à Larry et Sergey… Google Inc
- 10 décembre 1998 : Sun dépose plainte contre Microsoft auprès de la commission européenne, arguant du manque de transparence de la société de Redmond sur l’interopérabilité d’Active Directory server déclenchant ainsi toute la procédure qui suivra et où Microsoft devra se justifier d’abus de position dominante.
- 1999 : Logiciel StarOffice.
- 2000 : Solaris 8.
- 2002 : Solaris 9.
- 2003 : StarOffice 7.
- 5 août 2003 : Première démonstration publique du Projet Looking Glass
- 2004 : Java 5 (Java 2 1.5).
- 2005 : Solaris 10 et StarOffice 8. Lancement du projet OpenSolaris.
- 2 juin 2005 : Acquisition du fabricant de stockage StorageTek.
- 2006 : Java 6. - Sun adopte le modèle Open Source et délivre Java 6 sous la Licence publique générale GNU (GPL)
- 25 avril 2006 : Nomination de Jonathan I. Schwartz au poste de CEO
- 2 octobre 2007 : Acquisition d’une partie des actifs de la société Cluster File Systems éditeur du système de fichiers parallèle Lustre
- 15 février 2008 : Acquisition de la société Vaau éditeur de solutions de gestion d’identités
- 20 février 2008 : Acquisition de la société Innotek éditeur du logiciel de virtualisation VirtualBox
- 26 février 2008 : Acquisition de la société MySQL AB éditeur de la base de données MySQL pour 1 milliard de dollars
- 21 avril 2008 : Acquisition de la société Montalvo Systems spécialisée dans le développement de processeurs pour les portables
- 22 octobre 2008 : Le fonds d’investissement Southeastern Asset Management déclare détenir 22 % des actions de Sun Microsystems
- 14 novembre 2008 : Sun Microsystems annonce une réduction de 15 à 18 % de ses effectifs au niveau mondial
- 20 avril 2009 : Sun Microsystems annonce son rachat par Oracle Corporation[38],[39]
- 8 juin 2009 : Sun Microsystems remet à la SEC - Securities and Exchange Commission - le « Definitive Merger Proxy », document décrivant la procédure de rachat de Sun Microsystems par Oracle. Ce document précise à sa page 58 que la transaction ne sera finalisée que si celle-ci est autorisée par les autorités de régulation antitrust d’un certain nombre de pays « The obligations of Oracle and Soda Acquisition Corporation, on the one hand, and Sun, on the other hand, to consummate the merger are subject to the satisfaction of the following conditions: …/… the waiting period applicable to the merger under the antitrust laws of the United States and European Union, Canada, China, Israel, Switzerland, Russia, Australia, Turkey, Korea, Japan, Mexico and South Africa will have expired or been terminated and any affirmative approval of a governmental entity required under any applicable antitrust, competition, premerger notification or trade regulation laws in the required jurisdiction listed above will have been obtained. »[40]
- 20 août 2009 : La Justice américaine, après avoir examiné les licences du langage Java, a donné son aval à l’opération de rachat par Oracle Corporation pour un montant de 7,4 milliards de dollars[41], dette comprise. La décision doit ensuite être validée par la Commission européenne[42].

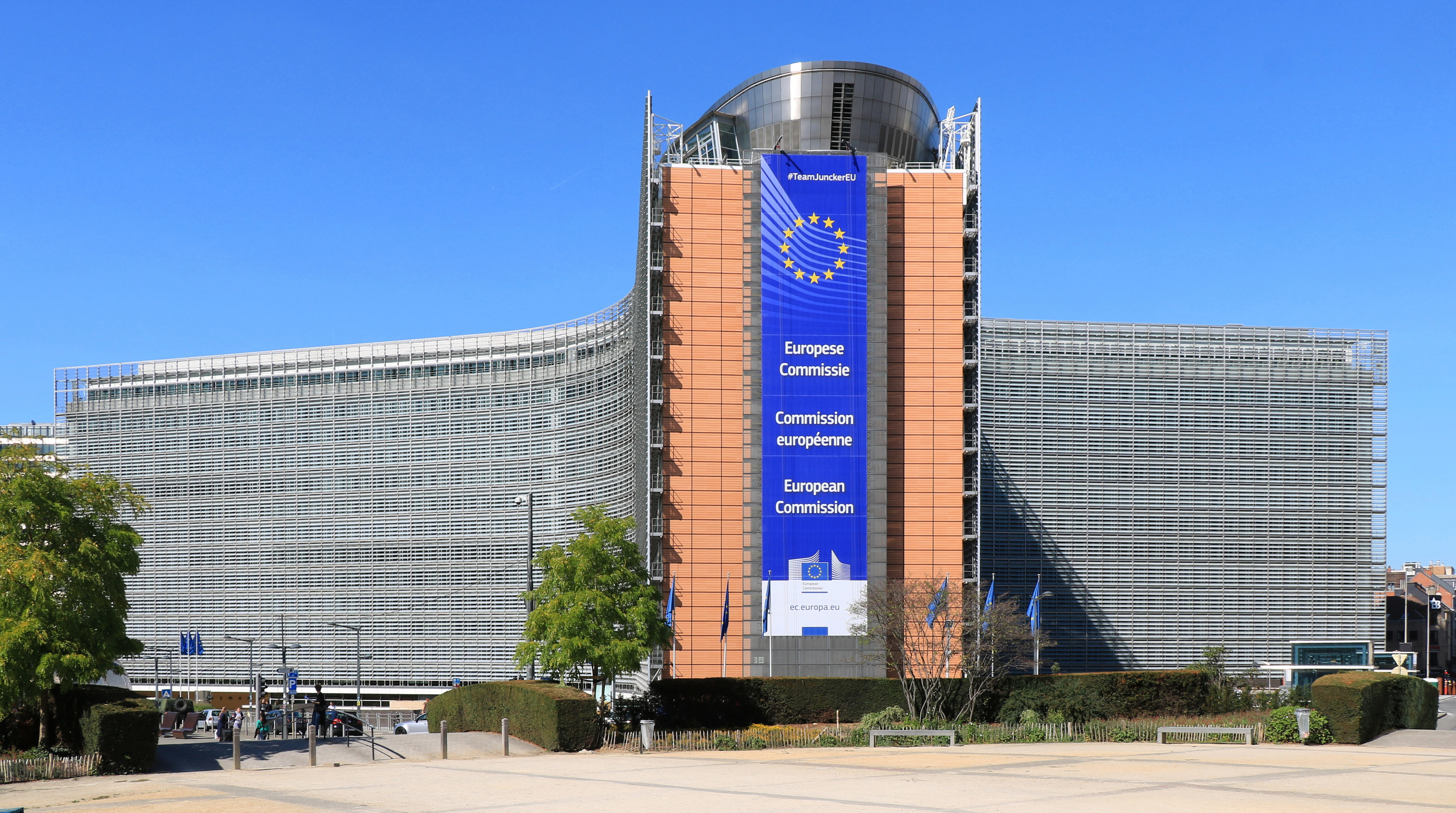
La Commission européenne à Bruxelles, qui a mené une enquête sur le rachat de Sun Microsystems par Oracle.

- 3 septembre 2009 : la Commission européenne annonce avoir ouvert une enquête approfondie sur le rachat de Sun Microsystems par Oracle. « L’opération envisagée soulève des doutes sérieux quant à sa compatibilité avec le marché unique, en raison de problèmes de concurrence sur le marché des bases de données », annonce la Commission européenne dans un communiqué dans lequel il est également indiqué que la Commission européenne a jusqu’au 19 janvier 2010 pour rendre sa décision[43].
- 9 novembre 2009 : Après enquête, la Commission européenne émet une objection au rachat de Sun Microsystems par Oracle. Cette objection se fonde sur le fait qu’en faisant l’acquisition de Sun, Oracle acquerrait également la base de données MySQL[44].
- 21 janvier 2010 : La Commission Européenne donne son approbation au rachat de Sun par Oracle, « L’enquête de la Commission a montré qu’une autre base de données ouverte, PostgreSQL, est considérée par de nombreux utilisateurs de ce type de logiciels comme une alternative crédible à MySQL et pourrait dans une certaine mesure remplacer la force concurrentielle que cette dernière représente actuellement sur le marché des bases de données »[45]
- 4 février 2010 : Jonathan I. Schwartz démissionne du poste de CEO en l’annonçant sur Twitter[46].

## Soutien du logiciel libre
Sun a réalisé des contributions au monde du logiciel libre, notamment :
- Sun fournit des employés qui travaillent sur des projets libres[47] ;
- De 1994 à 1997, Sun Microsystems a subventionné John Ousterhout pour poursuivre le développement de tcl-tk au sein de l'entreprise, avec l'assurance que cette bibliothèque resterait « open-source ».
- la libération du langage Java qui a été mis sous licence GPL ;
- Sun a poursuivi le développement sous double licence, propriétaire et GPL, de la base de données MySQL après avoir racheté AB software, la société à l’origine du projet pour 1 milliard de dollars ;
- la libération des codes sources de StarOffice pour la formation du projet OpenOffice.org ;
- le lancement de OpenSolaris en 2005, fondé sur la libération d’une partie des sources du système d’exploitation Solaris ;
- le développement de l’environnement de virtualisation VirtualBox sous licence GPL.

De plus, Sun a rendu libre le design de certains de ses processeurs : les OpenSPARC.

## Matériel

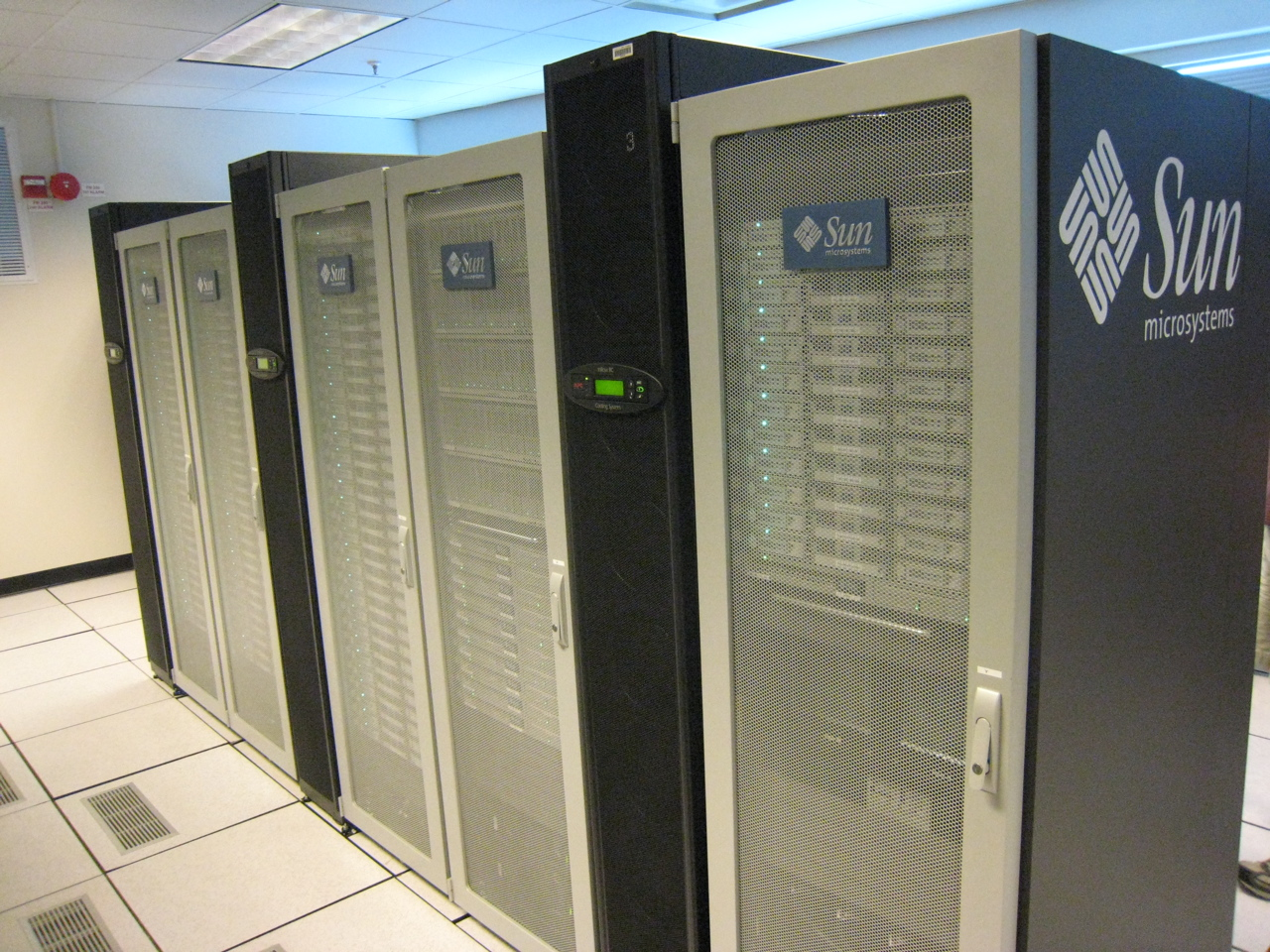
Cluster de systèmes Sun Solaris

Sun Microsystems a conçu, fabriqué et commercialisé différents matériels, classés en différentes gammes :
- Série SUN ;
- Série x386 ;
- Série SPARCstation ;
- Série Ultra ;
- Série Netra ;
- Série Enterprise ;
- Série Blade ;
- Série Fire ;
- Série Sun Ray ;
- Thinclient.

Sun a également conçu les microprocesseurs SPARC et UltraSPARC.